# Göteborgs adress- och industrikalendrar
Göteborgs adress- och industrikalendrar har givits ut i Göteborg från främst 1878. Men tryckta adresskalendrar i Göteborg (bevarade) gavs ut 1775-1776, 1784, 1786, 1792 som Göteborgs stads matriklar. År 1825 och 1848 utkom i Göteborg en "Adresskalender", som dock inte direkt efterföljdes av fler årgångar. Kalendern 1878 var på 431 sidor, varav 136 sidor var annonser. Den innehöll adresser till allmänna inrättningar, yrkesförteckning, fastighetsförteckning och taxeringsvärden samt adressavdelning i Göteborg med "förstäder". 
Initiativtagare till Göteborgs Adress- & Industrikalender av år 1878 var redaktören på Göteborgs-Posten Fred. Lindberg, som avled 47 år gammal. Hans änka Wilhelmina Lindberg fortsatte med stor framgång utgivningen av kalendern, tillsammans med deras barn. Firma A. Lindgren & Söner, som tryckte kalendern under många år, stöttade med finansiering och ombildade firman till aktiebolag 1933. 
Förteckning över kända kalendrar:
- Adress - Kalender för Götheborgs Stad och dess omgifningar 1850 jemte supplement för 1851: innehållande alla sednare förändringar, samt alfabetisk förteckning öfver resp. handtverkare m. fl. klassificerade efter yrken, Utarbetad af Anton Berg, Götheborg på N. J. Gumperts Förlag 1850
- Supplement till Götheborgs Adress - Kalender, jemte alfabetisk förteckning öfver resp. handtverkare m. fl. klassificerade efter yrken, Utarbetad för 1851 af Anton Berg, Götheborg på N. J. Gumperts Förlag 1851
- Göteborgs Kalender för 1857, Utgifven af S. A. Hedlund och Anton Berg, Hedlund & Lindskog, Göteborg 1857
- Göteborgs Kalender för 1857, Utgifven af S. A. Hedlund och Anton Berg, Hedlund & Lindskog, Göteborg 1857
- Göteborgs Kalender för 1860, Handelstidningens Bolags Tryckeri, Göteborg 1860
- Göteborgs Kalender för 1862: Innehållande tillika tabeller utvisande förhållandet emellan Tomt - Numren och Adres - Numren, samt emellan Adres - Numren och Tomt - Numren i Staden: Upprättade å Staden Mantalskommisarie - Kontor, Handelstidningens Bolags Tryckeri, Göteborg 1862
- Göteborgs Kalender för 1864, Handelstidningens Bolags Tryckeri, Göteborg 1864
- Göteborgs Kalender för 1866, Handelstidningens Bolags Tryckeri, Göteborg 1866
- Göteborgs Kalender för 1868, Handelstidningens Bolags Tryckeri, Göteborg 1868
- Göteborgs Kalender för 1870, Handelstidningens Bolags Tryckeri, Göteborg 1870
- Göteborgs Kalender för 1872, Handelstidningens Bolags Tryckeri, Göteborg 1872
- Göteborgs Kalender för 1873, Handelstidningens Bolags Tryckeri, Göteborg 1873
- Göteborgs Kalender för 1874, Handelstidningens Bolags Tryckeri, Göteborg 1874
- Göteborgs Adress - Kalender för År 1875, Göteborgs Handels - Tidnings Aktie Bolag, Göteborg 1875
- Göteborgs Adress - Kalender för År 1876, Göteborgs Handels - Tidnings Aktie Bolag, Göteborg 1876
- Göteborgs Adress - Kalender för År 1877, Göteborgs Handels - Tidnings Aktie Bolag, Göteborg 1877
- Göteborgs Adress- och Industri - Kalender för år 1878, utgiven av Fred. Lindberg, Göteborg 1877
- Göteborgs Adress- och Industri - Kalender för år 1879, [Andra Årgången], utgiven av Fred. Lindberg, Göteborg 1879
- Göteborgs Adress- och Industri - Kalender för år 1880, [Tredje Årgången], utgiven av Fred. Lindberg, Göteborg 1880
- Göteborgs Adress- och Industrikalender för år 1881, [Fjärde Årgången], utgiven av Fred. Lindbergs Kalenderexpedition, Göteborg 1881
- Göteborgs Adress- och Industrikalender för år 1882, [Femte Årgången], utgiven av Fred. Lindbergs Kalenderexpedition, Göteborg 1882
- Göteborgs Adress- och Industrikalender för år 1883, [Sjette Årgången], utgiven av Fred. Lindbergs Kalenderexpedition, Göteborg 1883
- Göteborgs Adress- och Industrikalender år 1884, [Sjunde Årgången], utgifvare Fred. Lindberg, Göteborg 1884
- Göteborgs Adress- och Industrikalender år 1885, [Åttonde Årgången], utgifvare Fred. Lindberg, Göteborg 1885
- Göteborgs Adress- och Industrikalender år 1886, [Nionde Årgången], utgifvare Fred. Lindberg, Göteborg 1886
- Göteborgs Adress- och Industrikalender år 1887, [Tionde Årgången], utgifvare Fred. Lindberg, Göteborg 1887
- Göteborgs Adress- och Industrikalender år 1888, [Elfte Årgången], utgifvare Fred. Lindberg, Göteborg 1888
- Göteborgs Adress- och Industrikalender år 1889, [Tolfte Årgången], utgifvare Fred. Lindberg, Göteborg 1889
- Göteborgs Adress- och Industrikalender för år 1890, [Trettonde Årgången], utgiven av Fred. Lindbergs Kalenderexpedition, Göteborg 1890
- Göteborgs Adress- och Industrikalender År 1891, [Fjortonde Årgången], utgifven från Fred. Lindbergs Kalenderexpedition, Göteborg 1891
- Göteborgs Adress- och Industrikalender År 1892, [Femtonde Årgången], utgifven från Fred. Lindbergs Kalenderexpedition, Göteborg 1892
- Göteborgs Adress- och Industrikalender år 1893, [Sextonde Årgången],  utgiven från Fred. Lindbergs Kalenderexpedition, Göteborg 1893
- Göteborgs Adress- och Industrikalender år 1894, [Sjuttonde Årgången], utgiven från Fred. Lindbergs Kalenderexpedition, Göteborg 1894
- Göteborgs Adress- och Industrikalender år 1895, [Adertonde Årgången], utgiven från Fred. Lindbergs Kalenderexpedition, Göteborg 1895
- Göteborgs Adress- och Industrikalender år 1896, [Nittonde Årgången], utgiven av Fred. Lindbergs Kalenderexpedition, Göteborg 1896
- Göteborgs Adress- och Industrikalender år 1897, [Tjugonde Årgången], utgiven av Fred. Lindbergs Kalenderexpedition, Göteborg 1897
- Göteborgs Adress- och Industrikalender år 1898, [Tjugondeförsta Årgången], utgiven av Fred. Lindbergs Kalenderexpedition, Göteborg 1898
- Göteborgs Adress- och Industrikalender år 1899, [Tjugondeandra Årgången], utgiven av Fred. Lindbergs Kalenderexpedition, Göteborg 1899
- ... och fram till 1922, därefter från 1924.